# کالی جانگل
کالی جانگل (به فرانسوی: Jungle de Calais) یک منطقهٔ مسکونی در فرانسه است که در کاله واقع شده‌است. کالی جانگل ۸٬۱۴۳ نفر جمعیت دارد.